# Università di Aalborg
L'Università di Aalborg (in danese: Aalborg Universitet, abbreviata in AAU) è l'università della città di Aalborg. È stata fondata nel 1974, divenendo così la quinta università in Danimarca. L'università ha quattro facoltà: quella di Scienze sociali e umanistiche, quella di Ingegneria e Scienze, quella di Medicina e la Facoltà tecnica di IT e Design.
Nel 1995 l'Università di Ålborg si è unita a quella di Esbjerg diventando così l'università di Ålborg ed Esbjerg (Ålborg Universitet Esbjerg). Secondo l'edizione 2024 del QS World University Rankings, l'Università di Aalborg è al 336° posto a livello mondiale. L'università è particolarmente nota per la sua facoltà di ingegneria, classificata all'ottavo posto a livello mondiale e al primo in Europa nel 2021 secondo U.S. News & World Report. Il motto dell'università in danese è ad nye veje ("su nuovi sentieri").